# 阿南市立椿泊小学校
阿南市立 椿泊小学校（あなんしりつ つばきどまりしょうがっこう）は、徳島県阿南市椿泊町にある公立小学校。
阿波水軍の拠点地であった松鶴城跡に小学校が建つ。

## 概要

### 校歌
- 作詞: 勝浦義一
- 作曲: 撫養光男

### 教育目標
- 互いの人権を尊重し合い、その可能性を見つめ、心身ともに健全で、よりよき生き方をめざす児童を育成。

### 通学区域
阿南市
椿泊町、椿町那波江

## 進学先
- 阿南市立阿南第二中学校[1]

## 通学区域が隣接している学校
- 阿南市立椿小学校